# Detroit Lakes
Detroit Lakes est une ville située dans l’État américain du Minnesota. Elle est le siège du comté de Becker. Selon le recensement de 2010, sa population est de 8 569 habitants.